# Eucondylodesmus elegans
Eucondylodesmus elegans är en mångfotingart som beskrevs av Miyosi 1956. Eucondylodesmus elegans ingår i släktet Eucondylodesmus och familjen Doratodesmidae. Inga underarter finns listade i Catalogue of Life.